# Æthelstan (évêque de Ramsbury)
Pour les articles homonymes, voir Æthelstan (homonymie).
Æthelstan est un prélat anglo-saxon du début du Xe siècle. Il est le premier évêque de Ramsbury, entre 909 et 927.

## Biographie
Il est possible qu'Æthelstan ait été prêtre au service du roi Édouard l'Ancien avant d'être choisi comme premier évêque de Ramsbury. Le diocèse de Ramsbury, qui couvre les comtés du Wiltshire et du Berkshire, est créé vers 909 par scission du diocèse de Winchester.
Æthelstan meurt à une date inconnue avant 927 et Oda lui succède.